# InnoCentive
InnoCentive è una piattaforma online sulla quale pubblicare problemi irrisolti nel campo della R&S, a cui esperti di vari settori cercano di dare una risposta in cambio di un corrispettivo in denaro.
L'azienda è nata come startup di Eli Lilly con l'intenzione di esternalizzare la risoluzione di problemi che sfuggivano ai ricercatori del colosso farmaceutico.

## Etimologia
Il nome InnoCentive deriva dalla fusione dei termini inglesi «innovation», innovazione, e «incentive», incentivo.

## Storia
L'azienda è stata fondata nel 2001 da Jill Panetta, Jeff Hensley, Darren Carroll e Alpheus Bingham grazie a un cospicuo finanziamento da parte di Eli Lilly and Company.
Nel dicembre del 2006, InnoCentive ha siglato un accordo con la Fondazione Rockefeller, una delle organizzazioni filantropiche statunitensi più attive, dando così il via alla ricerca di soluzioni scientifiche e tecnologiche ai principali problemi dei paesi in via di sviluppo.
All'inizio del 2007, InnoCentive e Prize4Life, una ONLUS statunitense fondata nel 2006 da tre studenti della Harvard Business School con l'obiettivo di accelerare la scoperta di una cura per la sclerosi laterale amiotrofica, hanno istituito un premio di un milione di dollari per chi trovasse un biomarcatore in grado di misurare la progressione della malattia nei pazienti affetti da sclerosi laterale amiotrofica.

## Caratteristiche
InnoCentive ha sede a Waltham, nel Massachusetts.
I clienti dell'azienda si distinguono in seekers (cercatori) e solvers (risolutori). I seekers sono organizzazioni, aziende pubbliche e private, istituti governativi, organizzazioni non-profit, istituti di ricerca e laboratori pubblici e privati.
I solvers sono ricercatori, professori, scienziati, inventori o semplici utenti, desiderosi di trovare una soluzione ai problemi più critici, in cambio di premi in denaro che vanno da 5 000 a 1 000 000 di dollari, a seconda della complessità del problema. Tra i solvers italiani, il chimico Giorgia Sgargetta ha vinto 30 000 dollari con tre premi.
L'azienda è stata fondata nel 2001, mentre il sito relativo è stato pubblicato nel 2003. Da allora, sono state lanciate più di 1 200 sfide e proposte oltre 24 250 soluzioni. Sono stati messi in palio più di 27 milioni di dollari e assegnati 7 milioni come ricompensa per la soluzione di 866 problemi appartenenti alle discipline più disparate. Sono attualmente registrati circa 250 000 scienziati, provenienti da quasi 200 paesi.
Tra i partner di InnoCentive vi sono grandi multinazionali, tra cui Eli Lilly, Procter & Gamble e La Roche, agenzie governative come la NASA, prestigiose riviste specialistiche, come Nature, Popular Science e The Economist e organizzazioni filantropiche come la Fondazione Rockefeller e l'Environmental Defense Fund.
Il concetto che sta alla base di questa piattaforma è l'Open innovation, che consente di aggregare le menti più qualificate nell'ambito della R&S, con l'obiettivo di ridurre i costi e di rendere più rapida la soluzioni dei problemi. Grazie a InnoCentive, infatti, le aziende possono attingere ai talenti di una community globale di ricercatori scientifici senza doverli assumere a tempo pieno.

## I principali problemi risolti

### L'Oil Spill Recovery Institute
Nell'estate del 2007, l'Oil Spill Recovery Institute (OSRI) ha lanciato su InnoCentive tre sfide di recupero ambientale. La prima di queste, finalizzata a ripulire le coste dell'Alaska dal petrolio fuoriuscito dalla petroliera Exxon Valdez, è stata risolta da John Davis, costruttore dell'Illinois, a cui è stato assegnato un premio di 20 000 dollari.
Con i metodi tradizionali risultava difficile separare la massa viscosa del petrolio dall'acqua gelata. Davis, che lavorava nel settore dell'edilizia, ha traslato il suo know-how in un ambito diverso, cogliendo la similarità con il cemento liquido tenuto sotto vibrazione per impedirne il consolidamento. Come spesso accade in ambito scientifico, l'integrazione delle diverse conoscenze risulta vincente.

### LaTB Alliance
La TB Alliance è un'organizzazione senza scopo di lucro il cui obiettivo è scoprire e sviluppare nuovi farmaci ad azione rapida e alla portata di tutti per la terapia della Tubercolosi, malattia infettiva che causa una morte ogni 20 secondi. Alla fine del 2007, la TB Alliance ha lanciato una sfida su InnoCentive per cercare di ottimizzare il processo di produzione di un farmaco comunemente usato per la cura della TBC, riducendone il costo. Il farmaco, infatti, poteva diventare maggiormente accessibile solo attraverso una revisione del processo di produzione.
La soluzione è stata trovata da due solvers di cui uno scienziato altamente coinvolto nel problema, dal momento che, a soli 14 anni, aveva perso la madre, colpita da TBC. La soluzione a questa sfida può portare notevoli benefici a milioni di persone affette da TBC, in particolar modo nei paesi in via di sviluppo.

### SunNight Solar
Alla fine del 2007, SunNight Solar, un'organizzazione che cerca di affrontare i principali problemi che affliggono i paesi in via di sviluppo, tra cui la povertà, la violazione dei diritti delle donne, le malattie e l'analfabetismo, ha chiesto aiuto alla community di InnoCentive per trovare una fonte di illuminazione sicura ed efficiente, in grado di abbattere i costi e di eliminare i rischi legati all'utilizzo di candele e torce al cherosene in quei villaggi africani e in quelle zone remote del mondo che non dispongono di una connessione alla rete elettrica o che hanno solo un accesso saltuario all'elettricità. La mancanza di un'illuminazione adeguata, del resto, incide in modo negativo sull'istruzione, sulla sicurezza, sullo sviluppo economico e, in generale, sulla qualità della vita di tali popolazioni.
Nel marzo del 2008, un ingegnere elettrico della Nuova Zelanda ha risolto la sfida. Russell McMahon ha realizzato un ibrido tra una torcia portatile e una lampadina fissa. Questa funziona grazie a piccoli pannelli fotovoltaici e si serve di LED, che hanno un consumo minimo rispetto a quello di una lampadina tradizionale. La torcia è progettata per funzionare fino a 20 anni e, dopo un'esposizione al sole di 8-10 ore, garantisce l'illuminazione di una stanza intera per 6-8 ore.

### Prize4Life
Nel novembre del 2006, Prize4Life ha messo in palio un premio da un milione di dollari sulla piattaforma InnoCentive allo scopo di accelerare la ricerca per la scoperta di un biomarcatore, ovvero uno strumento economico e di semplice utilizzo, in grado di misurare con precisione il progredire della malattia nei pazienti affetti da SLA e gli effetti dei farmaci in fase di sperimentazione. Fino al 2006, infatti, non esisteva un biomarcatore e per misurare l'avanzamento della malattia si valutavano parametri quali la capacità del paziente di camminare, parlare e deglutire, mentre per valutare l'efficacia di un trattamento si considerava il tempo di sopravvivenza dei pazienti. Questi metodi, evidentemente, sono molto costosi, in quanto richiedono di osservare un ampio numero di pazienti per un lungo periodo di tempo.
Prize4Life ha votato all'unanimità l'assegnazione del premio al dottor Seward Rutkove, avvenuta nel 2011, per l'applicazione di una tecnologia chiamata Miografia a Impedenza Elettrica (MIE), in grado di valutare con precisione l'avanzamento della malattia e, di conseguenza, ridurre drasticamente il costo della sperimentazione clinica.